# Општина Закапоастла (Пуебла)
Закапоастла (шп. Zacapoaxtla) општина је у Мексику у савезној држави Пуебла. Општина се налази на надморској висини од 1825 м.

## Становништво
Према подацима из 2010. у општини је живело 53295 становника.

### Хронологија
| Година       | 2000                  | 2005                  | 2010                  |
| ------------ | --------------------- | --------------------- | --------------------- |
| Становништво | 49242 (23985 / 25257) | 50447 (24236 / 26211) | 53295 (25534 / 27761) |

### Попис
| \| \| м \| \| \| ж \| \| 0—2 \| 1.669 \| \| \| 1.628 \| \| 3—5 \| 1.827 \| \| \| 1.779 \| \| 6—11 \| 3.825 \| \| \| 3.697 \| \| 12—14 \| 1.816 \| \| \| 1.782 \| \| 15—17 \| 1.892 \| \| \| 1.896 \| \| 18—24 \| 3.267 \| \| \| 3.574 \| \| 60+ \| 2.066 \| \| \| 2.513 \| \| Просек : \| 26,4 \| \| \| 28,0 \| |       |  |  |       |
| |       |  |  |       |
| | м     |  |  | ж     |
| 0—2 | 1.669 |  |  | 1.628 |
| 3—5 | 1.827 |  |  | 1.779 |
| 6—11 | 3.825 |  |  | 3.697 |
| 12—14 | 1.816 |  |  | 1.782 |
| 15—17 | 1.892 |  |  | 1.896 |
| 18—24 | 3.267 |  |  | 3.574 |
| 60+ | 2.066 |  |  | 2.513 |
| Просек : | 26,4  |  |  | 28,0  |

| #   | Индикатор                                                                                        | Вредност |
| --- | ------------------------------------------------------------------------------------------------ | -------- |
| 1   | Становништво од 0 до 2 године                                                                    | 3297     |
| 2   | Мушко становништво од 0 до 2 године                                                              | 1669     |
| 3   | Женско становништво од 0 до 2 године                                                             | 1628     |
| 4   | Становништво са 3 и више година                                                                  | 49851    |
| 5   | Мушко становништво са 3 и више година                                                            | 23789    |
| 6   | Женско становништво са 3 и више година                                                           | 26062    |
| 7   | Становништво са 5 и више година                                                                  | 47425    |
| 8   | Мушко становништво са 5 и више година                                                            | 22575    |
| 9   | Женско становништво са 5 и више година                                                           | 24850    |
| 10  | Становништво са 12 и више година                                                                 | 38723    |
| 11  | Мушко становништво са 12 и више година                                                           | 18137    |
| 12  | Женско становништво са 12 и више година                                                          | 20586    |
| 13  | Становништво са 15 и више година                                                                 | 35125    |
| 14  | Мушко становништво са 15 и више година                                                           | 16321    |
| 15  | Женско становништво са 15 и више година                                                          | 18804    |
| 16  | Становништво са 18 и више година                                                                 | 31337    |
| 17  | Мушко становништво са 18 и више година                                                           | 14429    |
| 18  | Женско становништво са 18 и више година                                                          | 16908    |
| 19  | Становништво од 3 до 5 година                                                                    | 3606     |
| 20  | Мушко становништво од 3 до 5 година                                                              | 1827     |
| 21  | Женско становништво од 3 до 5 година                                                             | 1779     |
| 22  | Становништво од 6 до 11 година                                                                   | 7522     |
| 23  | Мушко становништво од 6 до 11 година                                                             | 3825     |
| 24  | Женско становништво од 6 до 11 година                                                            | 3697     |
| 25  | Становништво од 8 до 14 година                                                                   | 8607     |
| 26  | Мушко становништво од 8 до 14 година                                                             | 4382     |
| 27  | Женско становништво од 8 до 14 година                                                            | 4225     |
| 28  | Становништво од 12 до 14 година                                                                  | 3598     |
| 29  | Мушко становништво од 12 до 14 година                                                            | 1816     |
| 30  | Женско становништво од 12 до 14 година                                                           | 1782     |
| 31  | Становништво од 15 до 17 година                                                                  | 3788     |
| 32  | Мушко становништво од 15 до 17 година                                                            | 1892     |
| 33  | Женско становништво од 15 до 17 година                                                           | 1896     |
| 34  | Становништво од 18 до 24 године                                                                  | 6841     |
| 35  | Мушко становништво од 18 до 24 године                                                            | 3267     |
| 36  | Женско становништво од 18 до 24 године                                                           | 3574     |
| 37  | Женско становништво од 15 до 49 година                                                           | 14315    |
| 38  | Становништво са 60 и више година                                                                 | 4579     |
| 39  | Мушко становништво са 60 и више година                                                           | 2066     |
| 40  | Женско становништво са 60 и више година                                                          | 2513     |
| 41  | Однос између мушкараца и жена                                                                    | 91.98    |
| 42  | Становништво од нуле до 14 година                                                                | 18023    |
| 43  | Становништво од 15 до 64 године                                                                  | 31843    |
| 44  | Становништво од 65 година и више                                                                 | 3282     |
| 45  | Просечан број деце                                                                               | 2.73     |
| 46  | Становништво рођено у ентитету                                                                   | 50968    |
| 47  | Мушко становништво рођено у ентитету                                                             | 24512    |
| 48  | Женско становништво рођено у ентитету                                                            | 26456    |
| 49  | Становништво рођено у другом ентитету                                                            | 1991     |
| 50  | Мушко становништво рођено у другом ентитету                                                      | 866      |
| 51  | Женско становништво рођено у другом ентитету                                                     | 1125     |
| 52  | Становништво од 5 година и више резидентно у ентитету у јуну 2005. године                        | 45682    |
| 53  | Мушко становништво старосног доба од 5 година и више, резидентно у ентитету у јуну 2005. године  | 21583    |
| 54  | Женско становништво старосног доба од 5 и више година, резидентно у ентитету у јуну 2005. године | 24099    |
| 55  | Становништво од 5 година и више које је живело у другом ентитету у јуну 2005. године             | 1128     |
| 56  | Мушко становништво старије од 5 година које је живело у другом ентитету у јуну 2005. године      | 582      |
| 57  | Женско становништво старије од 5 година које је живело у другом ентитету у јуну 2005. године     | 546      |
| 58  | Становништво од 3 године и више које говори аутохтони језик                                      | 19936    |
| 59  | Мушко становништво старо 3 године и више које говори аутохтони језик                             | 9500     |
| 60  | Женско становништво старо 3 године и више које говори аутохтони језик                            | 10436    |
| 61  | Становништво од 3 године и више које говори аутохтони језик и не говори шпански језик            | 306      |
| 62  | Мушко становништво старо 3 године и више које говори аутохтони језик и не говори шпански         | 69       |
| 63  | Женско становништво старо 3 године и више које говори аутохтони језик и не говори шпански језик  | 237      |
| 64  | Становништво старо 3 године и више које говори аутохтони језик и шпански                         | 19067    |
| 65  | Мушко становништво старо 3 године и више које говори аутохтони језик и шпански                   | 9203     |
| 66  | Женско становништво старо 3 године и више које говори аутохтони језик и шпански                  | 9864     |
| 67  | Становништво од 5 година и више које говори аутохтони језик                                      | 19675    |
| 68  | Становништво од 5 година и више које говори аутохтони језик и не говори шпански језик            | 282      |
| 69  | Становништво од 5 година и више које говори аутохтони језик и говори шпански језик               | 18840    |
| 70  | Становништво у домородачким домаћинствима                                                        | 35373    |
| 71  | Становништво са ограничењима у активностима                                                      | 1713     |
| 72  | Становништво са ограниченим ходањем или кретањем, горе или доле                                  | 815      |
| 73  | Становници са ограничењима вида, чак и уз кориштење сочива                                       | 397      |
| 74  | Становништво са ограничењима говора, комуникације или конверзације                               | 277      |
| 75  | Становништво са ограниченим слухом                                                               | 251      |
| 76  | Становништво са ограничењима при одевању, купању или јелу                                        | 127      |
| 77  | Становништво са ограничењима у опажању или учењу једноставних ствари                             | 98       |
| 78  | Становништво са менталним ограничењима                                                           | 177      |
| 79  | Становништво без ограничења активности                                                           | 51121    |
| 80  | Становништво од 3 до 5 година које не похађа школу                                               | 1428     |
| 81  | Мушко становништво од 3 до 5 година које не похађа школу                                         | 718      |
| 82  | Женско становништво од 3 до 5 година које не похађа школу                                        | 710      |
| 83  | Становништво од 6 до 11 година које не похађа школу                                              | 237      |
| 84  | Мушко становништво од 6 до 11 година које не похађа школу                                        | 135      |
| 85  | Женско становништво од 6 до 11 година које не похађа школу                                       | 102      |
| 86  | Становништво од 12 до 14 година које не похађа школу                                             | 309      |
| 87  | Мушко становништво од 12 до 14 година које не похађа школу                                       | 170      |
| 88  | Женско становништво од 12 до 14 година које не похађа школу                                      | 139      |
| 89  | Становништво од 15 до 17 година похађа школу                                                     | 2435     |
| 90  | Мушко становништво од 15 до 17 година похађа школу                                               | 1200     |
| 91  | Женско становништво између 15 и 17 година живота у школи                                         | 1235     |
| 92  | Становништво од 18 до 24 године похађа школу                                                     | 1576     |
| 93  | Мушко становништво од 18 до 24 године похађа школу                                               | 747      |
| 94  | Женско становништво од 18 до 24 године похађа школу                                              | 829      |
| 95  | Становништво од 8 до 14 година које не може да чита и пише                                       | 409      |
| 96  | Мушко становништво старосног доба од 8 до 14 година које не може да чита и пише                  | 219      |
| 97  | Женско становништво старосног доби од 8 до 14 година које не може да чита и пише                 | 190      |
| 98  | Становништво од 15 година и више које је неписмено                                               | 5200     |
| 99  | Мушко становништво од 15 година и више које је неписмено                                         | 1735     |
| 100 | Женско становништво од 15 година и више које је неписмено                                        | 3465     |
| 101 | Становништво старо 15 и више година без школовања                                                | 4201     |
| 102 | Мушко становништво старо 15 и више година без школовања                                          | 1382     |
| 103 | Женско становништво старо 15 и више година без школовања                                         | 2819     |
| 104 | Становништво старосног доба 15 и више година са непотпуним основним образовањем                  | 7172     |
| 105 | Мушко становништво старосног доба од 15 година и више са непотпуном основним образовањем         | 3348     |
| 106 | Женско становништво старосног доба 15 и више година са непотпуном основним образовањем           | 3824     |
| 107 | Становништво старо 15 и више година са комплетним основним образовањем                           | 6795     |
| 108 | Мушко становништво старо 15 година и више са комплетним основним образовањем                     | 3210     |
| 109 | Женско становништво старо 15 и више година са комплетним основним образовањем                    | 3585     |
| 110 | Становништво старосног доба 15 и више година са непотпуним средњим образовањем                   | 1738     |
| 111 | Мушко становништво старосног доба од 15 година и више са непотпуним средњим образовањем          | 940      |
| 112 | Женско становништво старосног доба од 15 година и више са непотпуним средњим образовањем         | 798      |
| 113 | Становништво старо 15 и више година са пуним секундарном образовањем                             | 7295     |
| 114 | Мушко становништво старосног доба од 15 година и више са пуним секундарном образовањем           | 3780     |
| 115 | Женско становништво старосног доба од 15 година и више са пуним секундарном образовањем          | 3515     |
| 116 | Становништво старије од 18 година са постосновним образовањем                                    | 6978     |
| 117 | Мушко становништво старије од 18 година са постосновним образовањем                              | 3241     |
| 118 | Женско становништво старије од 18 година са постосновним образовањем                             | 3737     |
| 119 | Просечна оцена школовања                                                                         | 6.96     |
| 120 | Просечан ниво образовања мушке популације                                                        | 7.25     |
| 121 | Просечан ниво образовања женског становништва                                                    | 6.72     |
| 122 | Економски активно становништво                                                                   | 18863    |
| 123 | Економски активна мушка популација                                                               | 13564    |
| 124 | Економски активна женска популација                                                              | 5299     |
| 125 | Становништво које није економски активно                                                         | 19665    |
| 126 | Мушко становништво које није економски активно                                                   | 4461     |
| 127 | Женско становништво које није економски активно                                                  | 15204    |
| 128 | Запослено становништво                                                                           | 18426    |
| 129 | Запослено мушко становништво                                                                     | 13183    |
| 130 | Запослено женско становништво                                                                    | 5243     |
| 131 | Незапослена популација                                                                           | 437      |
| 132 | Незапослена мушка популација                                                                     | 381      |
| 133 | Незапослена женска популација                                                                    | 56       |
| 134 | Становништво без права на здравствене услуге                                                     | 35296    |
| 135 | Становништво које има право на здравствене услуге                                                | 17653    |
| 136 | Становништво које има право на ИМСС                                                              | 4079     |
| 137 | Становништво које има право на социјално осигурање                                               | 3190     |
| 138 | Становништво које има право на државно социјално осигурање                                       | 852      |
| 139 | Становништво које има право на опште осигурање или здравствено осигурање за нову генерацију      | 8913     |
| 140 | Становништво које је било једном или није било у браку током 12 година и више                    | 13858    |
| 141 | Венчано или уједињено становништво од 12 година и више                                           | 20993    |
| 142 | Становништво које је било у браку или уједињено 12 година и више                                 | 3820     |
| 143 | Становништво са католичком религијом                                                             | 46099    |
| 144 | Протестанти, еванђелисти и библијски следбеници различити од еванђелиста                         | 5160     |
| 145 | Становништво са другим религијама различитим од претходних                                       | 84       |
| 146 | Становништво без религије                                                                        | 1050     |
| 147 | Укупно пописаних домаћинства                                                                     | 12248    |
| 148 | Пописна домаћинства на челу са мушкарцима                                                        | 9075     |
| 149 | Пописна домаћинства на челу са женама                                                            | 3173     |
| 150 | Становништво у пописним домаћинствима                                                            | 53052    |
| 151 | Становништво у пописним домаћинствима на челу са мушкарцима                                      | 42007    |
| 152 | Становништво у пописним домаћинствима на челу са женама                                          | 11045    |
| 153 | Укупно домаћинстава                                                                              | 15660    |
| 154 | Укупно насељених домаћинстава                                                                    | 12292    |
| 155 | Укупно приватних кућа                                                                            | 15616    |
| 156 | Насељени приватни домови                                                                         | 12248    |
| 157 | Укупно насељених приватних кућа                                                                  | 12291    |
| 158 | Ненасељене приватне куће                                                                         | 2161     |
| 159 | Појединачна домаћинства за привремену употребу                                                   | 1207     |
| 160 | Становници у насељеним приватним кућама                                                          | 53052    |
| 161 | Насељеност станара у приватним становима                                                         | 4.33     |
| 162 | Просечно становника по соби у приватним насељеним домаћинствима                                  | 1.33     |
| 163 | Појединачна домаћинства са подовима од различитих материјала од земље                            | 10185    |
| 164 | Појединачна домаћинства у приземљу                                                               | 2030     |
| 165 | Појединачна домаћинства са једном спаваћом собом                                                 | 6193     |
| 166 | Појединачна домаћинства са две спаваће собе и више                                               | 6028     |
| 167 | Појединачна домаћинства са једним собом                                                          | 934      |
| 168 | Појединачна домаћинства са две собе                                                              | 3252     |
| 169 | Појединачна домаћинства са 3 собе и више                                                         | 8013     |
| 170 | Појединачна домаћинства која имају електрично светло                                             | 11687    |
| 171 | Појединачна домаћинства која немају електрично светло                                            | 520      |
| 172 | Појединачна домаћинства која имају водоводну воду у стамбеном простору                           | 10493    |
| 173 | Појединачна домаћинства која немају водоводну воду у стамбеном простору                          | 1711     |
| 174 | Појединачна домаћинства која имају тоалет                                                        | 11485    |
| 175 | Појединачна домаћинства која имају канализацију                                                  | 8442     |
| 176 | Појединачна домаћинства која немају канализацију                                                 | 3687     |
| 177 | Појединачна домаћинства која имају електрично светло, довод воде из јавне мреже и канализацију   | 7697     |
| 178 | Појединачна домаћинства без икаквих услова                                                       | 885      |
| 179 | Појединачна домаћинства која имају радио                                                         | 9380     |
| 180 | Појединачна домаћинства која имају телевизор                                                     | 10092    |
| 181 | Појединачна домаћинства која имају фрижидер                                                      | 4756     |
| 182 | Појединачна домаћинства која имају машину за веш                                                 | 3200     |
| 183 | Појединачна домаћинства која имају аутомобил или комби                                           | 2415     |
| 184 | Појединачна домаћинства која имају рачунар                                                       | 1335     |
| 185 | Појединачна домаћинства која имају фиксну телефонску линију                                      | 2355     |
| 186 | Појединачна домаћинства која имају мобилни телефон                                               | 3798     |
| 187 | Појединачна домаћинства која имају приступ интернету                                             | 768      |